# شهرستان کلوژ
شهرستان کلوژ (به لاتین: Cluj County) یک județ در رومانی است که در رومانی واقع شده‌است.

## خصوصیات
شهرستان کلوژ ۶٬۶۷۴ کیلومترمربع مساحت و ۶۹۱٬۱۰۶ نفر جمعیت دارد و ۱٬۸۴۲–۲۲۷ متر بالاتر از سطح دریا واقع شده‌است.